# هوانغ تشاو
هوانغ تشاو ((بالصينية المبسطة: 黄巢; بالصينية التقليدية: 黃巢; البينيين: Huáng Cháo; ويد–جيلز: Huang Ch'ao) المُسمَّى في المصادر العربية بانشوا ويانشو (توفي عام 884م) كان قائد تمرد هوانغ تشاو ((بالصينية: 黃巢之亂)، 874-884)، والذي يُعرف في البر الرئيس الصيني باسم ثورة هوانغ تشاو ((بالصينية المبسطة: 黄巢起义; بالصينية التقليدية: 黃巢起義; البينيين: Huáng Cháo Qǐyì)) في الصين، والذي أضعف مملكة تانغ الصينية بشكل خطير. تبددت مملكة تانغ، التي كانت حينذاك إحدى أقوى إمبراطوريات العالم، بعد مرور بضعة عقودٍ على التمرد، حيث انقسمت إلى عدة دولٍ متنافسةٍ خلاف فترة الأسر الخمس والممالك العشر.

## الهوامش
1. ↑  سليمان التاجر: أخبار الصين والهند، ص61.

## الأعمال المرجعية
- Mote, F.W. (1999). Imperial China 900-1800. Harvard University Press.

## اقرأ أيضًا
- الإمبراطورة تساو (هوانغ تشاو)
- شانج رانج